# Szorstkowiec

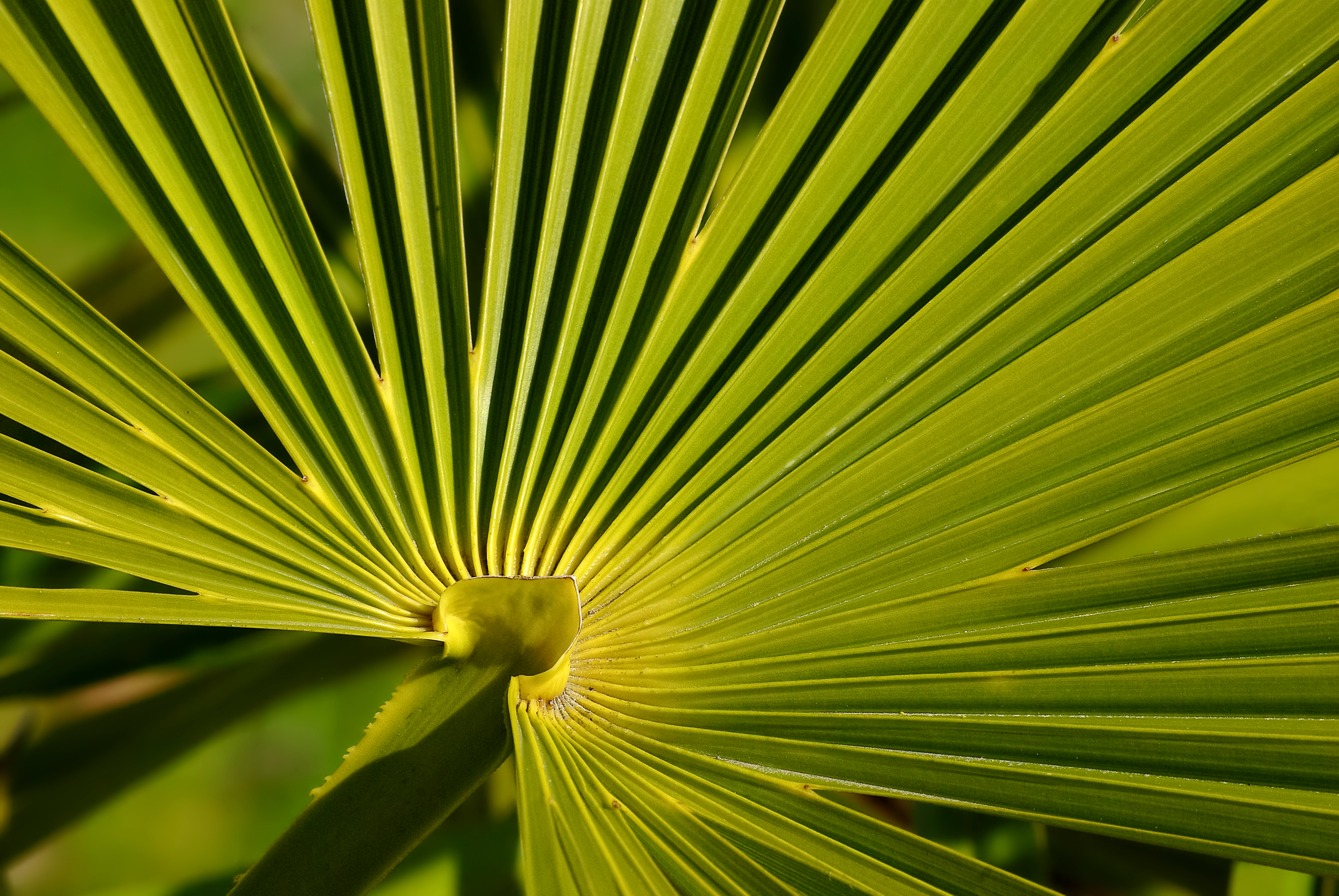
Liść szorstkowca Fortunego

Szorstkowiec (Trachycarpus H.Wendl.) – rodzaj roślin, należący do rodziny arekowatych (palm). Należy do niego 9 gatunków roślin dziko rosnących w Chinach i w Himalajach, niekiedy na dużych wysokościach.

## Morfologia
Są to małe lub duże drzewa o kłodzinie przeważnie pokrytej uschłymi liśćmi. Liście w kształcie wachlarza, ciemnozielone, o średnicy do 1,5 m, podzielone na wąskie i ostro zakończone łatki. Z żółtych kwiatów powstają ciemnego koloru pestkowce.

## Systematyka
Rodzaj z rodziny arekowatych (Arecaceae) z rzędu arekowce (Arecales). W obrębie rodziny należy do podrodziny Coryphoideae, plemienia Corypheae i podplemienia Thrinacinae.
Wykaz gatunków
- Trachycarpus fortunei (Hook.) H.Wendl. – szorstkowiec Fortunego
- Trachycarpus geminisectus Spanner & al.
- Trachycarpus latisectus Spanner, Noltie & Gibbons
- Trachycarpus martianus (Wall. ex Mart.) H.Wendl.
- Trachycarpus nanus Becc.
- Trachycarpus oreophilus Gibbons & Spanner
- Trachycarpus princeps Gibbons, Spanner & San Y.Chen
- Trachycarpus takil Becc. – szorstkowiec takil
- Trachycarpus ukhrulensis M.Lorek & K.C.Pradhan

## Zastosowanie
Rośliny ozdobne: ze względu na mrozoodporność szorstkowce są popularnymi roślinami ozdobnymi w krajach europejskich o łagodnym klimacie. Rodzaj ten został zaaklimatyzowany w Europie Zachodniej, a nawet w niektórych regionach Krajów Skandynawskich: Danii, Norwegii i Szwecji. W Polsce możliwa jest uprawa tych palm na wolnym powietrzu pod warunkiem zapewnienia odpowiedniej ochrony zimowej ze szczególnym uwzględnieniem dogrzewania.